# ポロネーズ第1番 (ショパン)
フレデリック・ショパンのポロネーズ第1番（ポロネーズだいいちばん）嬰ハ短調作品26-1は、1836年作曲、翌年出版された。献呈先はヨーゼフ・デッサウアー。
既にワルシャワ時代からポロネーズを手がけてきている作者がはじめて公表した形式作品であり、ポロネーズの舞踊性は失われている。後年の英雄ポロネーズ・幻想ポロネーズに比べると序奏や終止がなく、漠然とした形であるが、中間部の美しい二重奏など作曲技法の発達が著しい。三部形式。
Allegro appassionato
鋭い付点リズムの導入。最強勢の主和音でいったん解決してからポロネーズのリズムに乗った主題が現れる。途中減七の和音のアルペジョが華々しさと不気味さを醸し出す。
Trio
変ニ長調の歌唱的なトリオ。左手が広い音域で旋律を受け持ち、右手はオブリガートを務める。